# 傑伊·奧謝
傑伊·奧謝（英語：Jay O'Shea；1988年8月10日—）是一位愛爾蘭足球運動員。在場上的位置是右邊鋒。他現在效力於澳職球隊布里斯班獅吼。

## 外部連結
- 足球数据库：傑伊·奧謝的球员统计数据